# Geologické varhany
Geologické varhany je přírodní památka v katastrálním území Měrotína v okrese Olomouc. Chráněné území je v péči Krajského úřadu Olomouckého kraje.

## Předmět ochrany
Předmětem ochrany je ukázka odkrytého fosilního kuželového krasu. Devonské vápence na lokalitě vytvářejí vypuklé tvary nízkých kuželů. Jedná se o krasové tvary kuželovitého typu v počátečním stadiu vývoje, které se vyvinuly v tropickém podnebí v období třetihor. 

## Popis lokality
Geologicky zajímavý útvar se nachází v opuštěném vápencovém lomu u křižovatky silnic II/635 Litovel–Mladeč a odbočky na Hradečnou na katastru obce Měrotín. Jde o obnažený krasový útvar kuželového typu v počátečním stadiu vývoje, který vznikl v teplém a vlhkém tropickém podnebí třetihor. Je to jedinečný odkryv a doklad tropického krasu ve východním okraji Českého masivu na severní Moravě. V lokalitě jsou rovněž zbytky usazenin, vzniklých místním zvětráváním, a dalších usazenin, přemístěných sem splavováním z okolí. Devonské vápence jsou zde rozčleněny do vypuklých tvarů nízkých kuželů, mezi kterými jsou vanovité, mísovité a korytovité smíšeniny, přecházející ve svislé výdutě a štěrbiny.
Lokalita poskytuje důležité geologické, sedimentologické a geomorfologické doklady místní i všeobecné hodnoty.

## Fotogalerie

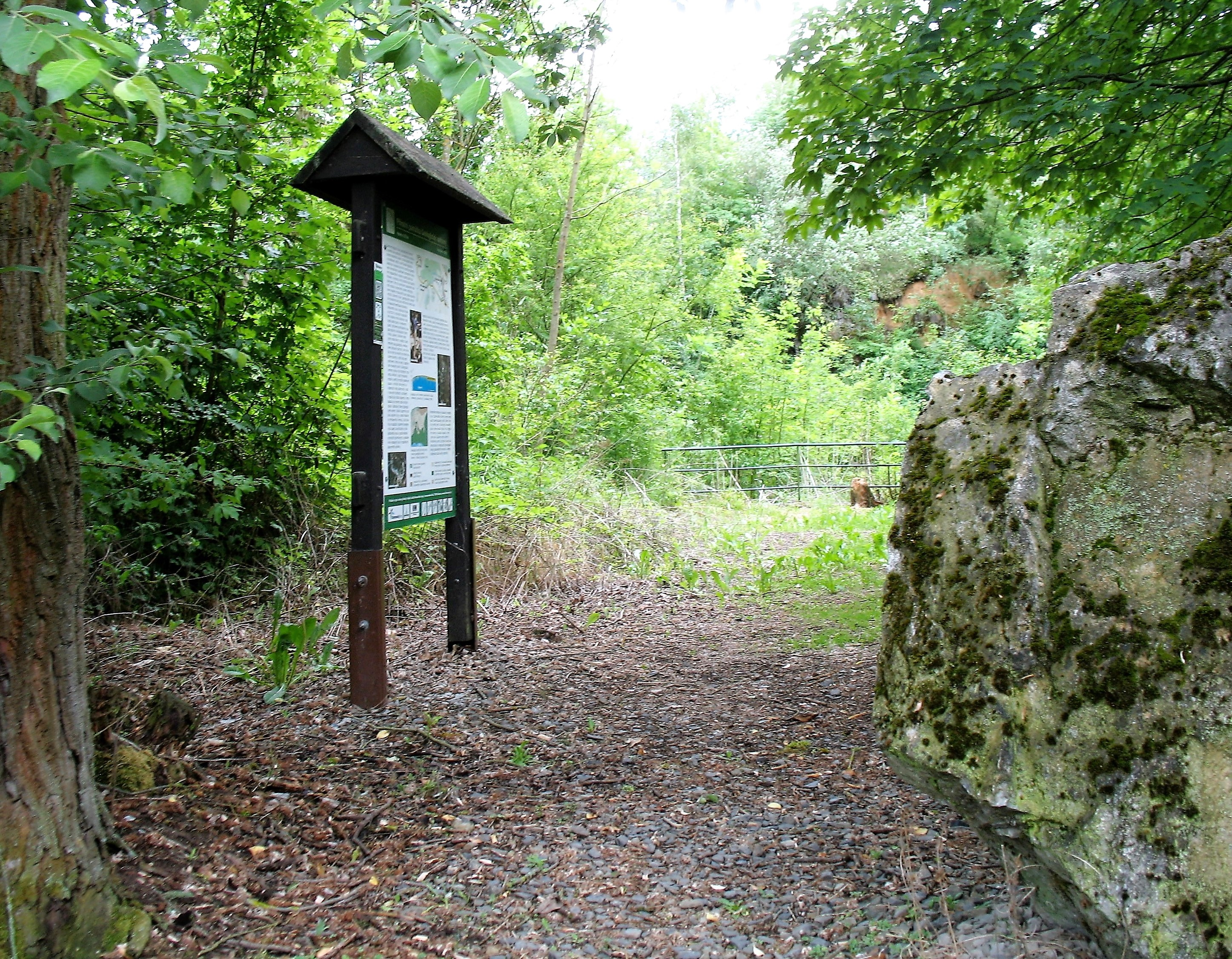
Informační tabule u přístupu k lomu
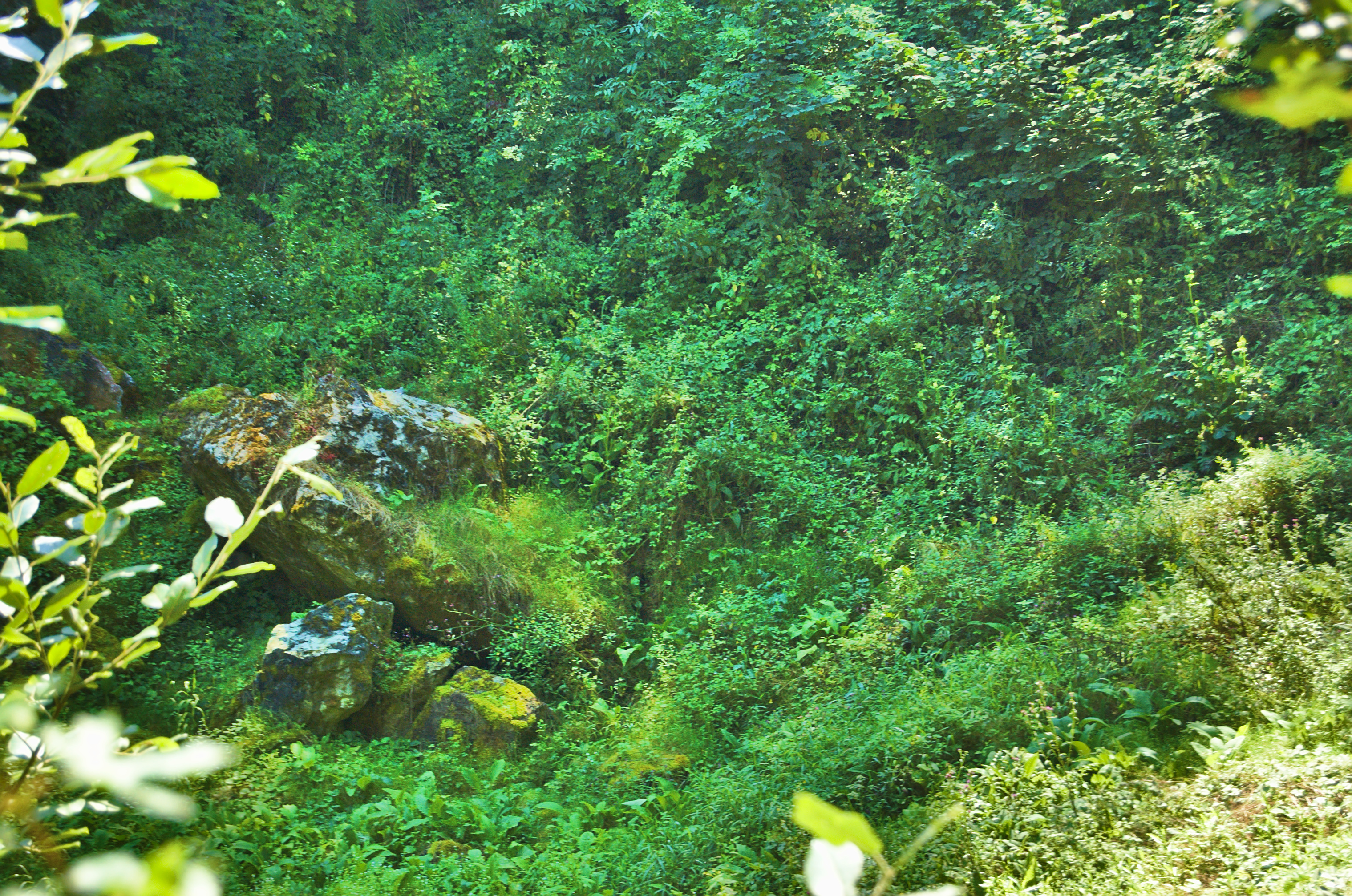
Území památky je značně zarostlé
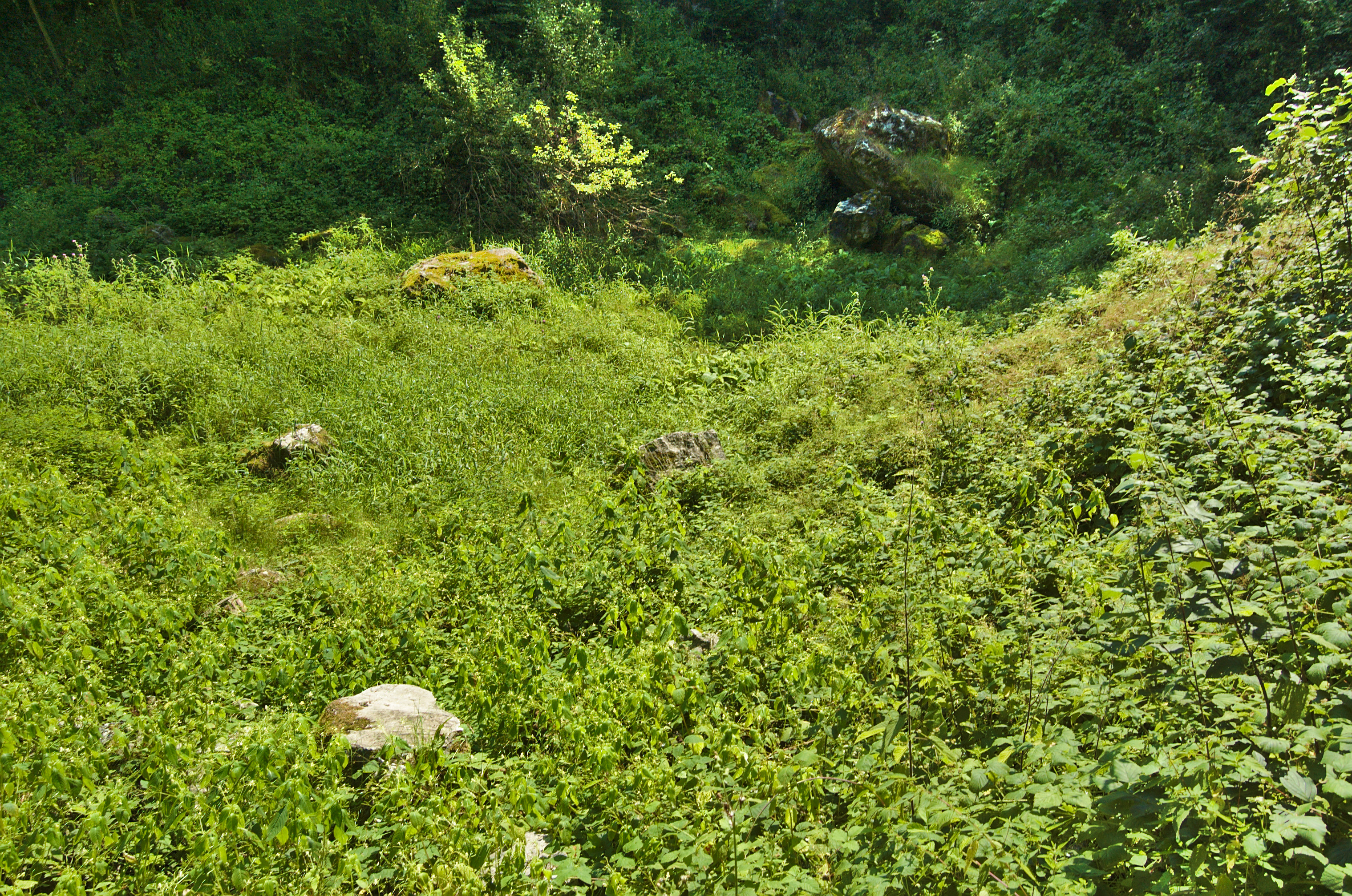
Dno bývalého lomu
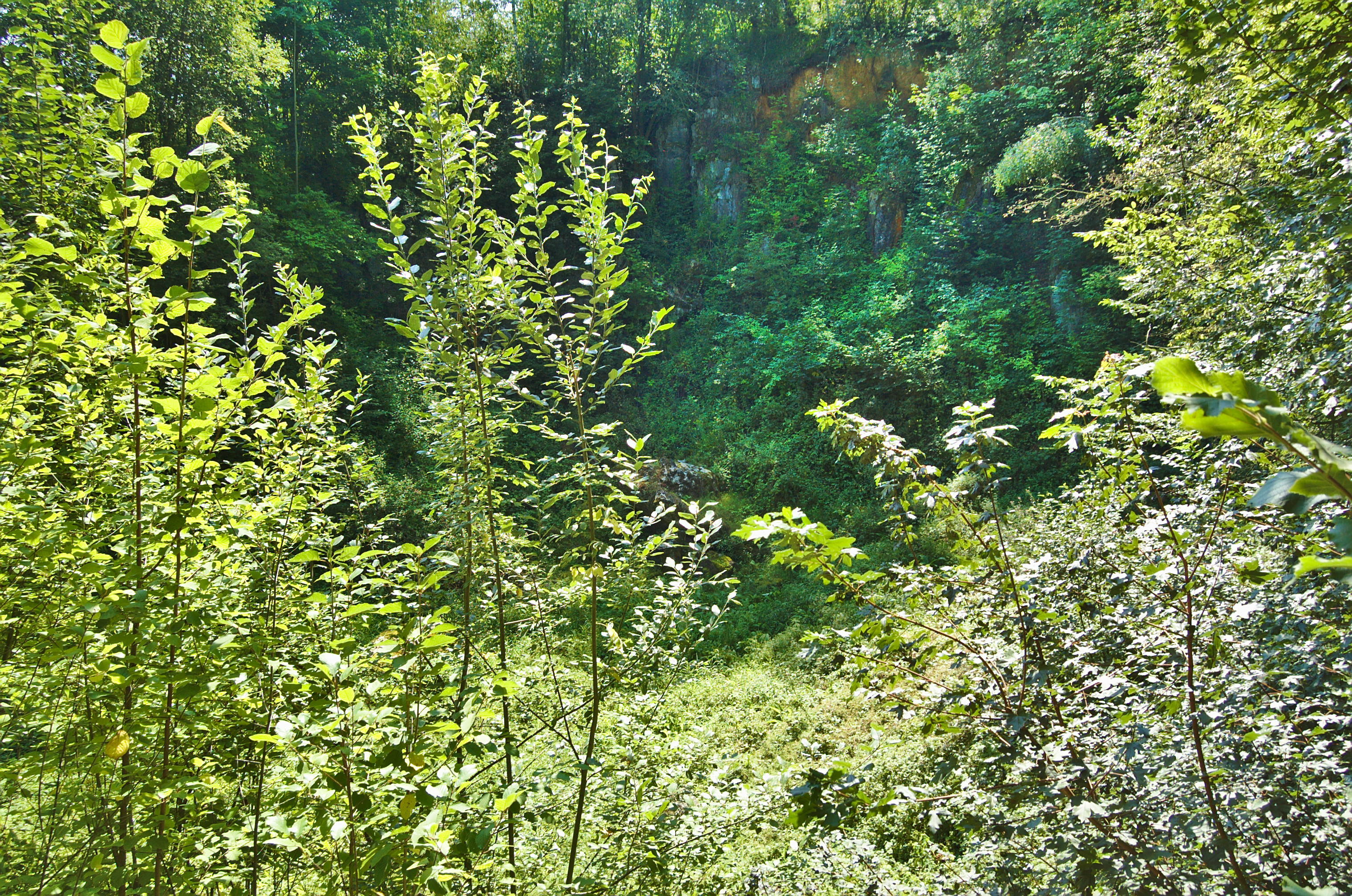
Pohled do lomu z vyhlídkové plošiny